# VSS Vintorez
O VSS (russo: BCC (Винтовка Снайперская Специальная), romanizado: Vintovka Snayperskaya Spetsialnaya, lit. 'Fuzil de Precisão Special', designação GRAU 6P29), também chamado de Vintorez ("macho"), é um fuzil de atirador designado silenciado que utiliza o pesado cartucho subsônico 9x39mm SP5 e o cartucho perfurante SP6. Foi desenvolvido no final dos anos 80 pela TsNIITochMash e fabricado pela Tulsky Oruzheiny Zavod. É usado principalmente pelas unidades Spetsnaz para operações secretas ou clandestinas, um papel evidenciado por sua capacidade de ser desmontado para o transporte em uma maleta especial.

## Detalhes do design

### Mecanismo de operação
O princípio geral de operação e o sistema de supressão de som usados no VSS são derivados do fuzil de assalto AS. O VSS é fuzil de fogo seletivo operado a gás. Possui uma haste de operação de pistão a gás de curso longo em um cilindro de gás acima do cano. A arma é trancada com um ferrolho rotativo que tem 6 engranzadores que encaixam nos soquetes usinados na armação. O VSS possui sistema de percussor lançado. Apresenta um seletor de tiro do tipo botão apertável localizado atrás do gatilho, dentro do guarda-mato; a alavanca de segurança e a alavanca de manejo se assemelham àquelas usadas nas armas Kalashnikov.

### Características

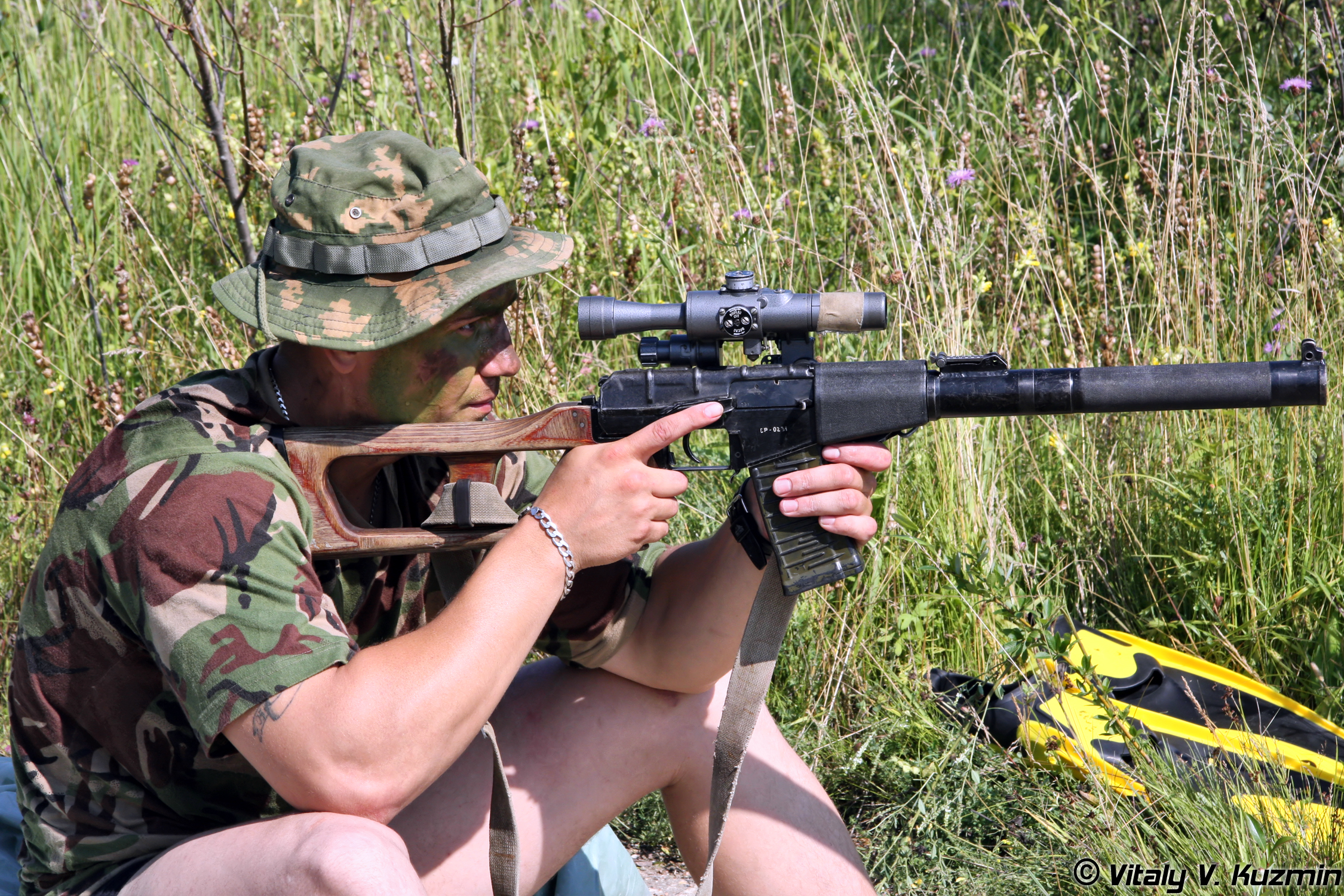
Membro do 45º Regimento de Reconhecimento Independente da VDV com um VSS.

A arma possui um silenciador integral que envolve o cano. O cano em si possui uma série de orifícios perfurados nas ranhuras de estriamento, que levam os gases de escape ao silenciador para reduzir sua velocidade e esfriá-los. O silenciador pode ser facilmente removido para armazenamento ou manutenção, mas o VSS não deve ser disparado sem o silenciador instalado. O silenciador integral da arma tem um comprimento de 284,36 mm e um diâmetro de 35,86 mm,
A coronha de madeira esqueletizada é uma versão mais arredondada da que é fornecida no fuzil SVD; possui uma soleira de borracha e pode ser removida quando o fuzil é desmontado para armazenamento compacto. O guarda-mão dianteiro é feito de um polímero de alto impacto. O fuzil geralmente é disparado de forma semiautomática. Se surgir a necessidade operacional, a arma pode ser disparada no modo automático, usando seu carregador original de 10 cartuchos ou os carregadores de 20 cartuchos do fuzil AS.
Ele usa o cartucho subsônico 9x39mm para evitar um estrondo sônico. Em comparação, o projétil desse cartucho pesa mais que o dobro do projétil do cartucho 9x19mm Parabellum de 124 gr, com o 9x39mm fornecendo o dobro da energia de saída de um projétil subsônico do cartucho 9x19mm disparado de uma HK MP5SD.
Além disso, o projétil é muito eficaz na penetração de armaduras. É equipado com uma ponta de aço endurecido ou tungstênio e pode penetrar em uma placa de aço de alta densidade de 6 mm (0,2") a 100 m; uma placa de aço de 2 mm (0,08") ou um capacete militar padrão podem ser totalmente penetrados a 500 m; no entanto, o fuzil normalmente é empregado abaixo de 400 m.

### Miras
É fornecido um trilho lateral, instalado na armação e usado para montar a mira telescópica PSO-1-1 (1P43). A arma também pode ser empregada de noite com a mira noturna NSPUM-3 (1PN75) de 3,46x, versão especial da mira noturna NSPU-3 (1PN51), usando um suporte apropriado. As miras de ferro de apoio consistem em uma alça de mira tangencial e na massa de mira. A alça de mira tem graduações de alcance de até 400 m, com ajustes de 100 m.

### Acessórios

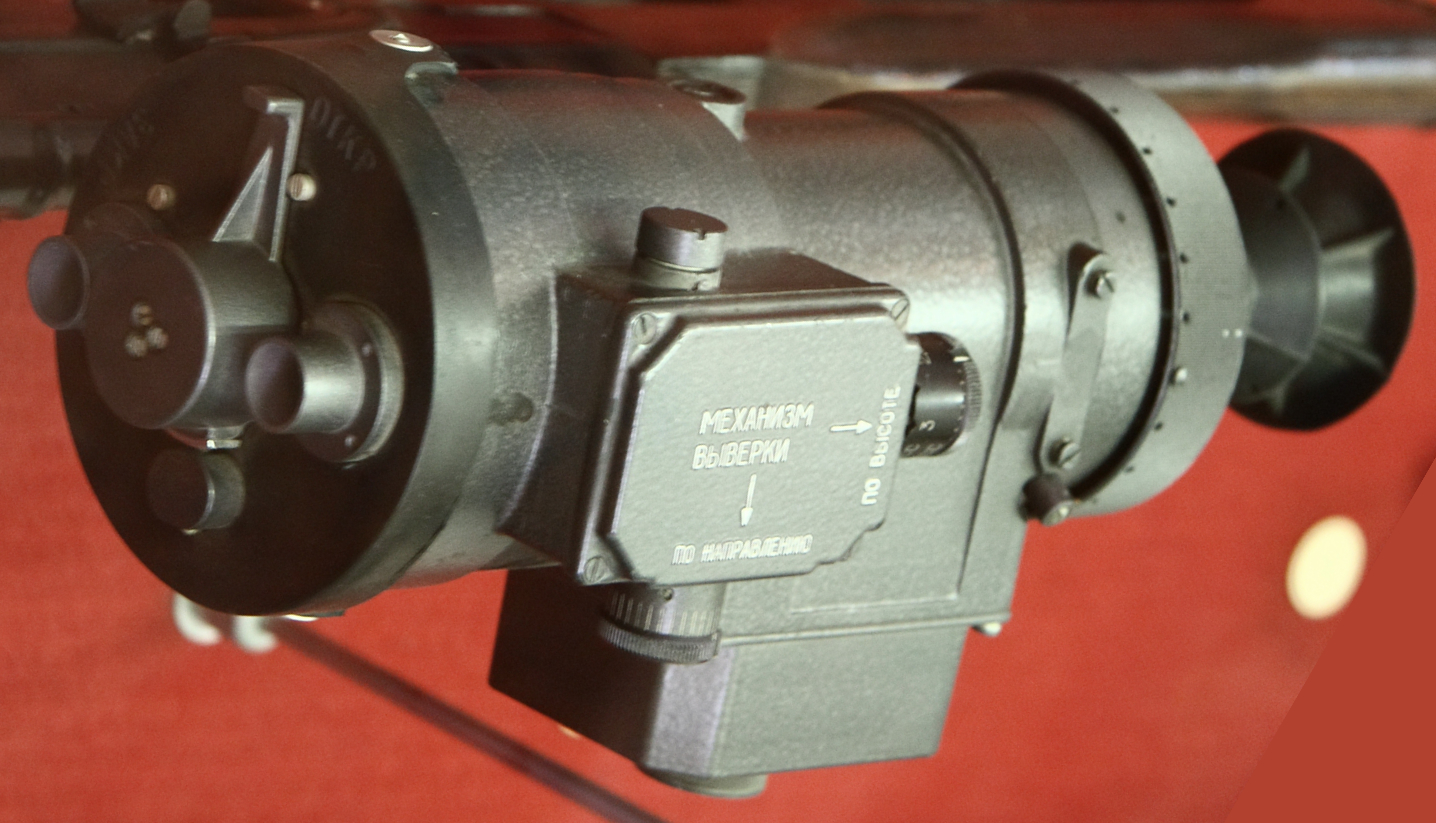
Mira noturna NSPUM-3 (1PN51).

Para transporte e ocultação, o fuzil é desmontado em três componentes principais, transportados em uma maleta especial de 450 x 370 x 140 mm (17,7 x 14,5 x 5,5"). A maleta também tem espaço para uma mira telescópica PSO-1-1, uma mira noturna NSPU-3 e dois carregadores.
O VSS faz parte do sistema de franco-atirador VSK. Com o sistema, pode ser montada, no fuzil, a mira telescópica com colimador PSK-07 ou a mira noturna PKN-03. Quando o fuzil faz parte do sistema VSK, o alcance da munição pode ser estendido para incluir os cartuchos SP-6 e PAB-9.

## Variantes

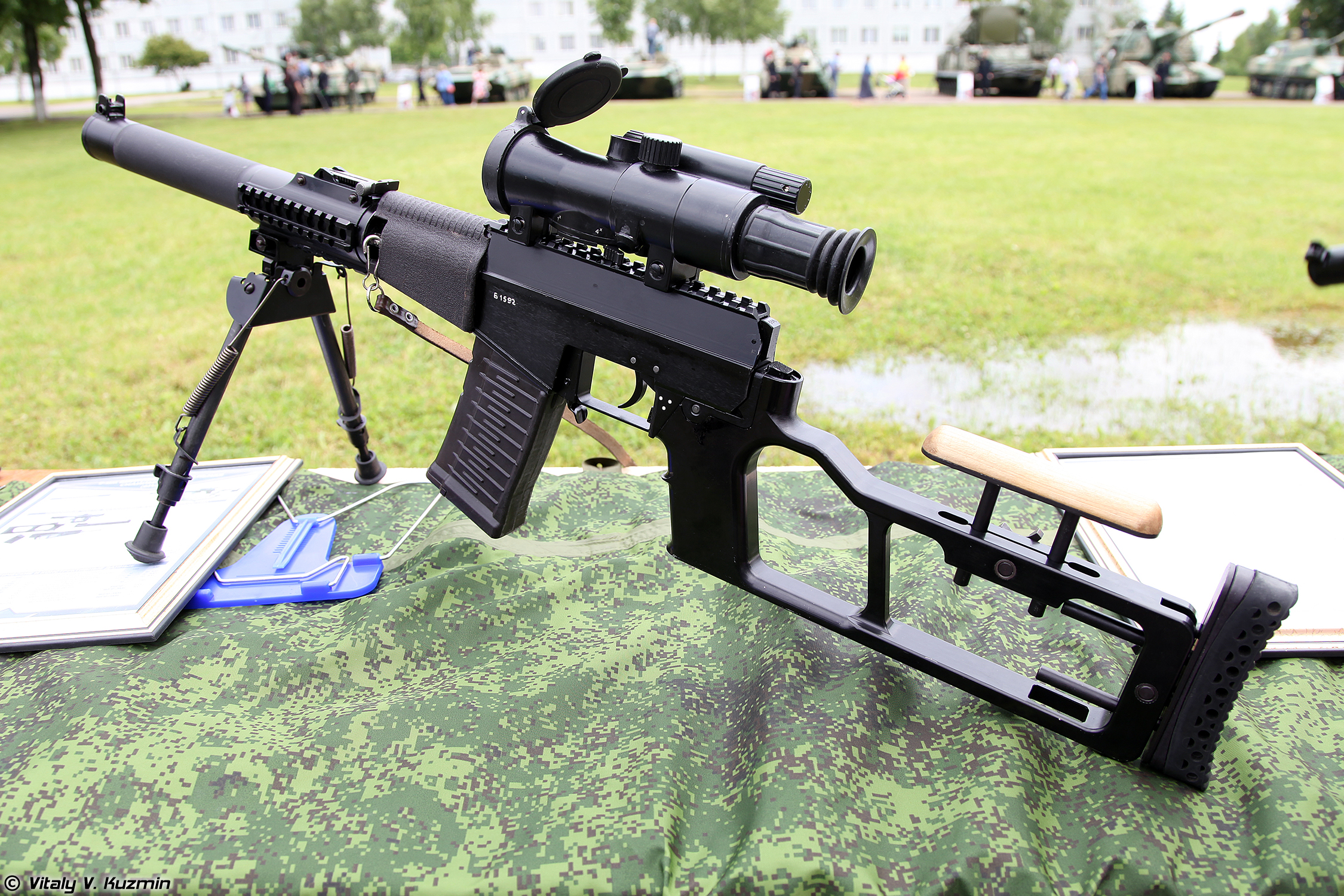
O VSSM

O VSSM (BCCM) (designação GRAU 6P29M) é a iteração mais moderna do fuzil VSS, que apresenta uma coronha de alumínio com uma soleira ajustável. Além disso, é equipado com um trilho Picatinny na parte superior da tampa de poeira, nas laterais e na parte inferior do silenciador. As entregas começaram em 2018.

## Utilizadores e histórico de serviço
- Armênia: Uma pequena quantidade de armas foi recebida da Rússia entre outras armas antes de 2014.[4]
- Bielorrússia: Usado por várias forças especiais.[5]
- República Chechena da Ichkeria[6]
- Síria: Usado pelo Exército Sírio.[carece de fontes?]
- Geórgia: Usado pelo exército e forças especiais da polícia.[7]
- Cazaquistão[carece de fontes?]
- Jordânia: Usado pelas forças especiais.[carece de fontes?]
- Rússia: Usado pelas forças especiais, Serviço Federal de Segurança (FSB) e OMÓN.[8]
- União Soviética[carece de fontes?]
- Ucrânia: Usado pelo Grupo Alfa.[9]